# 親衛隊高級突擊隊領袖

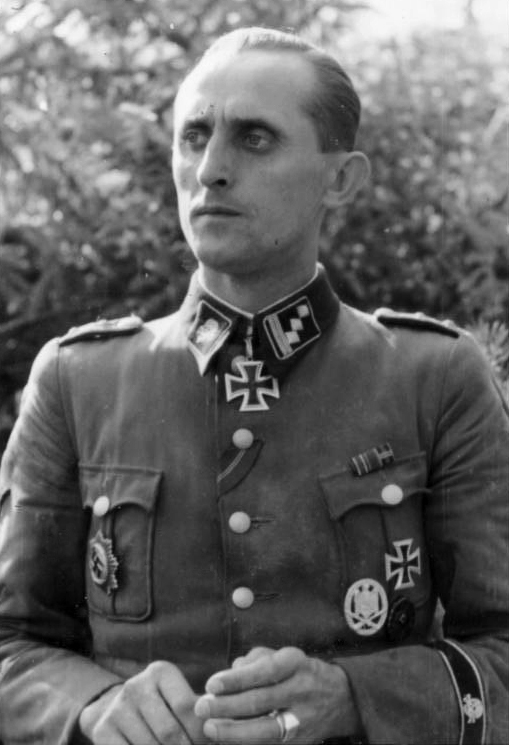
武裝親衛隊第9師「霍亨斯陶芬」第19親衛隊裝甲擲彈兵團團長馬克斯·希拉，其最終階級為親衛隊高級突擊隊領袖

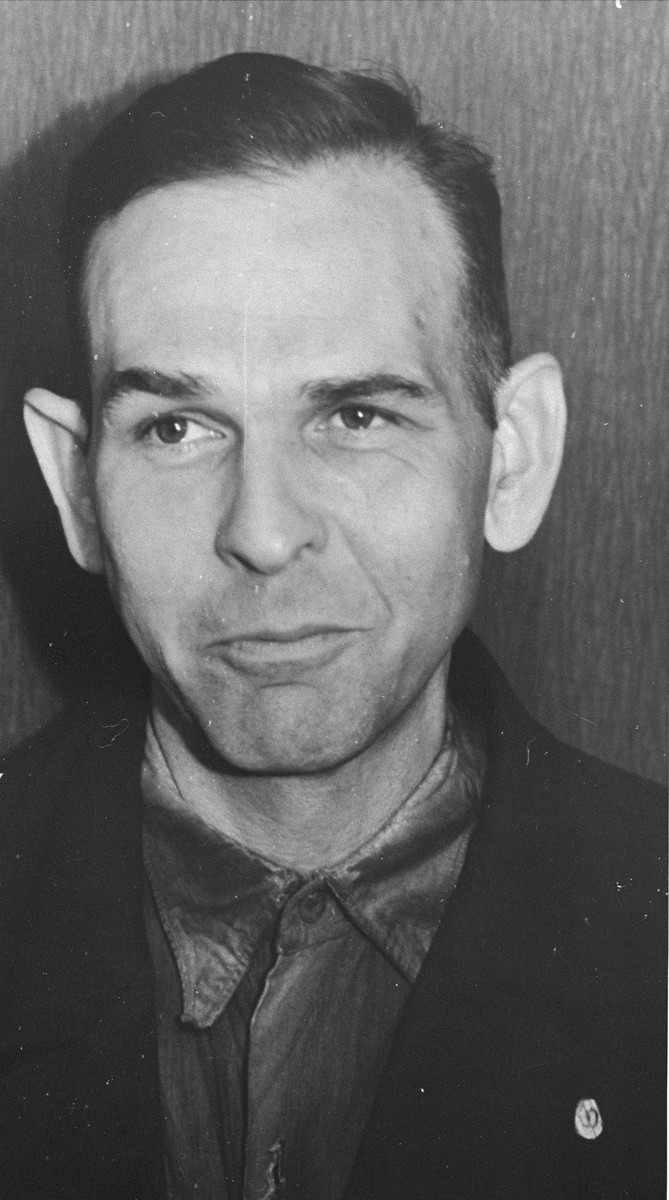
克拉科夫-普拉佐集中營指揮官阿蒙·哥特，攝於1946年其遭處決前不久。

親衛隊高級突擊隊領袖（德語：Hauptsturmführer）是納粹德國準軍事組織「親衛隊」中的一個階級。在親衛隊的階級體系中，高級突擊隊領袖是中階軍官，其職等相當於德意志國防軍上尉（德語稱為「Hauptmann」）。

## 介绍
本階級最早可追溯至同為納粹黨準軍事組織的衝鋒隊所設立的階級「突擊隊高級領袖」。親衛隊於1930年至1934年間採用「突擊隊高級領袖」這一名稱；1934年長刀之夜後衝鋒隊失勢，親衛隊遂將該階級改為現名，但紋章標記等悉數照舊。而衝鋒隊則繼續使用「突擊隊高級領袖」至1945年為止。
親衛隊中部分最惡名昭彰的成員的最終階級均為高級突擊隊領袖，如奧斯威辛集中營醫生約瑟夫·門格勒、蓋世太保里昂地區首長克勞斯·巴比、伯根-貝爾森集中營指揮官約瑟夫·克雷默、「最終解決方案」主要執行人阿道夫·艾希曼的助手阿洛伊斯·布魯納與克拉科夫-普拉佐集中營指揮官阿蒙·哥德等均為適例。
親衛隊高級突擊隊領袖以黑底、三個銀色方形與一條銀色橫紋的襟章作為其標記；另一側領襟則佩戴親衛隊的「SS」標記。本階級的上位階級為親衛隊突擊隊大隊領袖，下位階級則為親衛隊上級突擊隊領袖。

## 標記

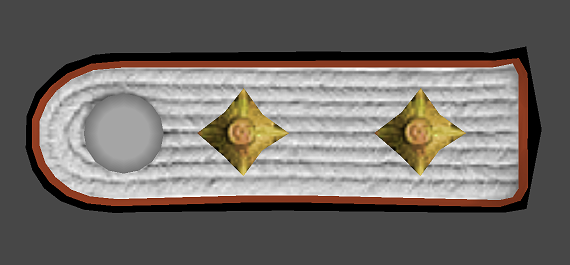
肩章
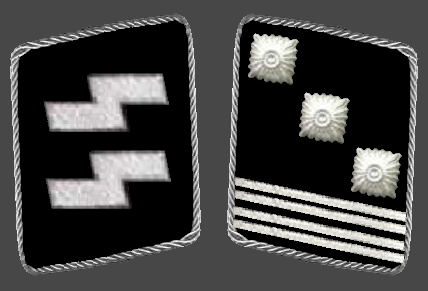
襟章
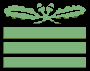
袖章

## 引用
1. 1 2 3  Flaherty 2004，第148頁.
2. ↑  McNab 2009a，第29, 30頁.
3. ↑  Miller 2006，第521頁.
4. ↑  McNab 2009b，第15頁.

## 圖書
- Flaherty, T. H. . Time-Life Books, Inc. 2004 [1988]. ISBN 1-84447-073-3.
- McNab, Chris. . Amber Books Ltd. 2009a. ISBN 978-1-906626-49-5.
- McNab, Chris. . Amber Books Ltd. 2009b. ISBN 978-1-906626-51-8.
- Miller, Michael. . R. James Bender Publishing. 2006. ISBN 93-297-0037-3.